# Α-Etylotryptamina
α-Etylotryptamina (AET, łac. etryptaminum) – organiczny związek chemiczny z grupy tryptamin, substancja empatogenna. Mimo że AET jest strukturalnie bardzo podobne do α-metylotryptaminy, jego działanie farmakologiczne bardzo się różni. AET nie jest psychodelikiem, efekty jego działania dużo bardziej są zbliżone do empatogennego MDMA. Kiedyś AET było sprzedawane jako lek przeciwdepresyjny pod nazwą Monase, po roku sprzedaży został jednak wycofany z powodu przypuszczeń, że może powodować agranulocytozę. Dawkowanie AET waha się w przedziale 75–150 mg. Stereoizomer S-(+)-AET jest aktywniejszy.